# Narthecophora
Narthecophora é um gênero de traça pertencente à família Arctiidae.